# 652 aC
L'any 652 aC va ser un any del calendari romà pre-julià. A l'Imperi Romà es coneixia com l'any 102 ab urbe condita. La denominació 652 aC per a aquest any s'ha utilitzat des de l'època medieval primerenca, quan l'era del calendari Anno Domini es va convertir en el mètode prevalent a Europa per nomenar els anys.

## Esdeveniments
- Guan Zhong, canceller xinès, insta al duc Huan de Qi a atacar el petit estat veí de Xing, que està sota l'atac dels nòmades Quan Rong. Més tard, aconsella al duc que no s'alii amb el fill d'un governant vassall que vol deposar el seu pare.

## Necrològiques
- Hiu de Zoun de la Dinastia Zhou[1]